# Hetereucosma
Hetereucosma là một chi bướm đêm thuộc họ Tortricidae.

## Các loài
- Hetereucosma fasciaria Zhang & Li, 2006
- Hetereucosma fuscusiptera Zhang & Li, 2006
- Hetereucosma rectangula Zhang & Li, 2006
- Hetereucosma trapezia Zhang & Li, 2006